# Rolando Vera (luchador)
Rolando Hernández Verástegui (Monterrey, Nuevo León, México 1 de febrero de 1915 - 29 de marzo de 2001) más conocido por su nombre artístico Rolando Vera o El Spirit, fue un luchador mexicano. 

## Biografía
Nació el 1 de febrero de 1915 en Monterrey, Nuevo León. 
Se ha dicho a menudo que con su nacimiento, la lucha libre fue llevada al estado de Nuevo León, pues Rolando fue la primera estrella local. Tuvo su entrenamiento de lucha formal en Tampico, Tamaulipas, mientras que trabajaba en una planta de petróleo. 
Durante su año de novato, fue una cara reconocible entre la mayoría de los otros luchadores locales porque había sido luchador amateur acertado antes de entrenar para ser un profesional. Rolando tiene una reputación legendaria como un duro y resistente luchador, pero él no fue siempre un luchador experto de la sumisión. Rolando viajó a los EE. UU. y ahí aprendió el arte del agarre de un hombre turco llamado Joe Stanley. 
Rolando Vera tuvo un reinado de cuatro años como campeón de peso medio (middleweight NWA) de la NWA cuando ese título era el premio más grande de todo el mundo de la lucha libre. Cabe destacar que este reconocimiento se lo arrebató dos veces consecutivas al enmascarado de plata Santo. La primera en la Arena Coliseo de Monterrey en 1955 pero fue invalidada por la entonces Comisión de Box y Lucha del Distrito Federal, quienes argumentaron que esa lucha por el campeonato debió disputarse en la capital mexicana y no en provincia. La segunda fue ese mismo año en la Arena México donde volvió a doblegar al Santo y coronarse oficialmente como campeón.
Viajó a lugares como Alemania, Francia, Cuba, Inglaterra y a los EE.UU., poniendo en alto el nombre de la Lucha Libre Mexicana.
Rolando falleció en 2001, alrededor de las 22:30 de la noche, después de sufrir un ataque del corazón mientras que dormía en su hogar en Colonia Valle de Infonavit en Monterrey, lo que causó una gran conmoción entre los seguidores de la lucha libre.

## Legado
Algo que muchos consideran la parte más importante de su carrera era el de ser un maestro de lucha. Dejando como legado a grandes luchadores que se forjaron bajo su tutela como René Guajardo, Blue Demon, Humberto Garza, Mr. Lince, El Vasco, Bulldog Villegas, Chucho Villa, Rudy Reyna, César Silva, El Trueno, Rubén Juárez, Mario Segura, Pequeño Diamante, Jungla Negra, Blue Fish, Benny Morgan, etc. Él era un técnico fino, un luchador innovador (él creó llaves como la Reinera, la Regiomontana y más).